# Arkadiusz Janiak
Arkadiusz Janiak (ur. 3 października 1963 w Kaliszu) – polski lekkoatleta, sprinter.

## Kariera
Zawodnik klubów: MKS Kalisz (1978), Calisia (1979-1983), Legia Warszawa (1984-1985), Calisia (1986). Brązowy medalista Zawodów Przyjaźni w sztafecie 4 x 100 m (38,81 s.), czwarty indywidualnie w biegu na 100 m (10,29 s.). Uczestnik mistrzostw Europy w Atenach (1982: w sztafecie 4 x 100 m zajął 5. miejsce z wynikiem 39,00 s.), halowych mistrzostw Europy w Budapeszcie (1983: 6. miejsce w biegu na 60 m z rezultatem 6,70 s.) oraz w Pireusie (1985). Reprezentant kraju w meczach międzypaństwowych.

## Mistrzostwa Polski
Mistrz Polski w sztafecie 4 x 100 m (1984), dwukrotny halowy mistrz Polski w biegu na 60 m (1983, 1985).

## Rekordy życiowe
- Bieg na 60 m - 6,66 s. (1983)
- Bieg na 100 m
  - 10,29 s. (17 sierpnia 1984, Moskwa) - 16. wynik w historii polskiego sprintu[1]
  - 10,24 s. (25 sierpnia 1984, Bydgoszcz) - przy wietrze +3,2 m/s[1]
- Bieg na 200 m - 20,75 s. (5 sierpnia 1984, Sopot) - 20. wynik w historii polskiego sprintu[1]